# Minny Pops

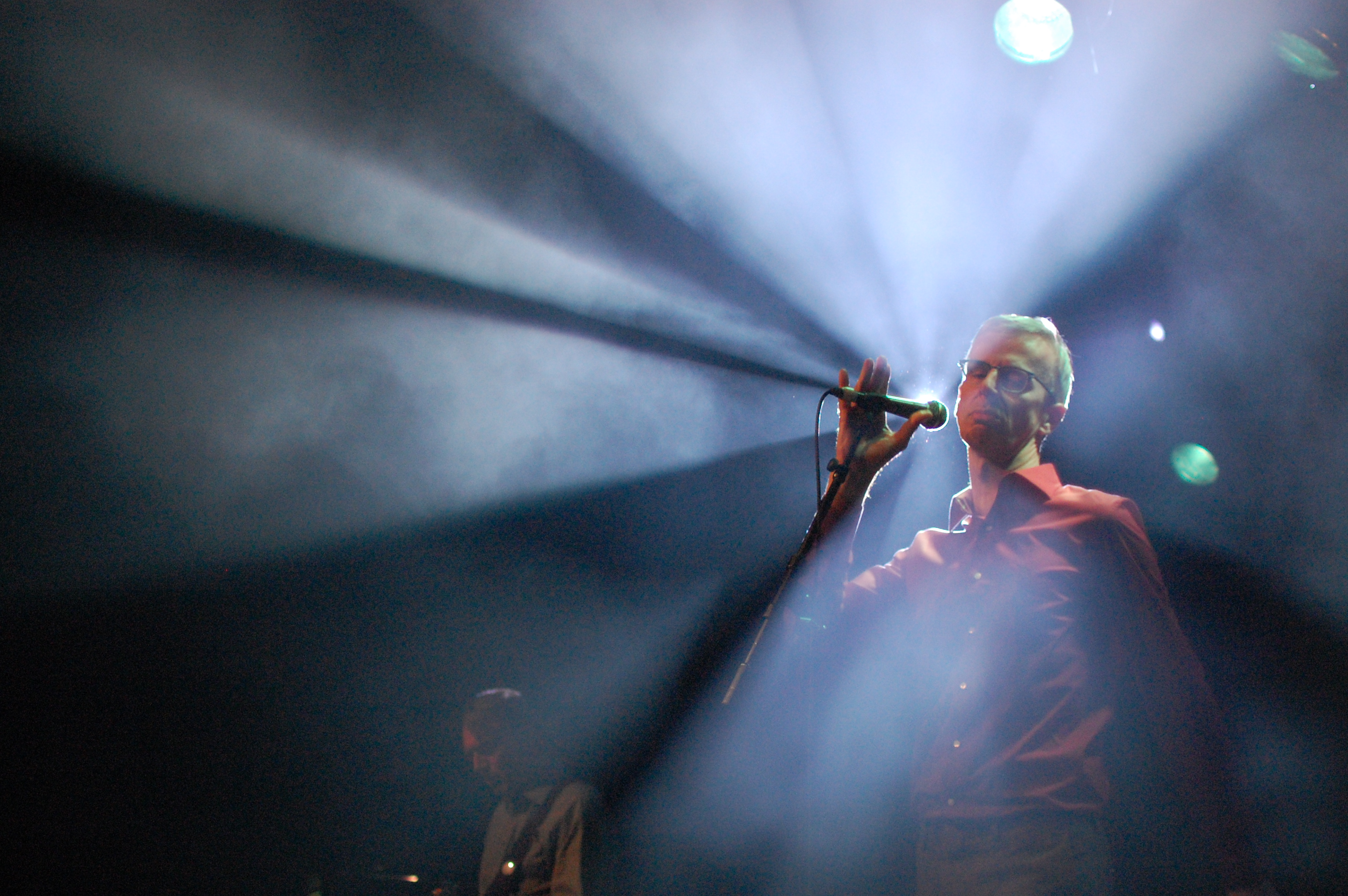
Wally van Middendorp (7 april 2012)

Minny Pops was een Amsterdamse ultra-newwaveband die eind jaren 70 werd opgericht. In de loop der jaren waren er veel bezettingswisselingen maar zanger Wally van Middendorp is constant lid. Andere leden waren Wim Dekker, Pieter Mulder, Stephen Emmer, Frans Hagenaars, Peter Mertens, The Scenelid Dennis Duchhart en VPRO-presentator Gerard J. Walhof. De teksten zijn Engels en Nederlands maar de groep kreeg zijn grootste bekendheid in Engeland.
In 1979 kwam het debuutalbum Drastic Measures, Drastic Movement uit en trad de groep op als voorprogramma van XTC in Paradiso. In 1980 trad Minny Pops op als voorprogramma van Joy Division in de Effenaar in Eindhoven en deed een aantal optredens in Engeland. In dat jaar tekende de groep een contract bij Factory Records en nam een sessie op voor John Peel. In 1981 volgden optredens in de Verenigde Staten en Canada en een tournee door Nederland met de Engelse band Section 25. Vanaf 1982 werd de ritmebox aangevuld met een drummer. Tevens werd door Wim Dekker en Pieter Mulder het zijproject Smalts opgericht, en in hetzelfde jaar verscheen de maxi-single Werktitels en twee nummers op een verzamelalbum van het VPRO-radioprogramma Radionome. De lp Poste Restante uit 1983 is gebaseerd op het gelijknamige toneelstuk. Mathilde Santing werkte aan dit album mee. In 1985 verscheen het album 4th Floor met gastbijdragen van Ad van Meurs (W.A.T., The Watchmen) en André Bach en Mark Tegefoss (Tecnoville, Det Wiehl). Er is sprake van een reünie in 1989 maar desondanks volgen er geen optredens.
Heruitgaven van de albums Sparks In A Dark Room en Drastic Measures, Drastic Movements, inclusief bonus materiaal, verschenen respectievelijk in 2003 en 2004 op het Engelse label LTM op cd. Hierna volgen verschillende bijdragen op compilatiealbums. Op 3 december 2011 trad de groep weer op in Roodkapje in Rotterdam gevolgd door een serie optredens in Engeland in 2012. Hetzelfde jaar verschijnt Standstill To Motion (Live At The Melkweg 19-03-1981) op lp, cd en dvd. Het album bevat opnames uit Nederland (Melkweg, Octopus, Filmacademie) en live registraties uit New York (Hurrah, Peppermint Lounge). Op uitnodiging van Tim Burgess (zanger van The Charlatans) neemt Minny Pops twee nummers op die op 7" single verschijnen op Burgess' label O Genesis. De single werd op 26 november 2012 gepresenteerd in Londen tijdens het laatste optreden van de band.